# Lunne i Ström
Lunne i Ström – miejscowości (småort) w Szwecji w gminie Örnsköldsvik w regionie Västernorrland. Około 61 mieszkańców.